# Arquidiocese de Tegucigalpa
A Arquidiocese de Tegucigalpa (Archidiœcesis Tegucigalpensis) é uma circunscrição eclesiástica da Igreja Católica situada em Tegucigalpa, Honduras. Seu atual arcebispo é José Vicente Nácher Tatay, C.M.. Sua Sé é a Catedral Metropolitana de São Miguel Arcanjo.
Possui 60 paróquias servidas por 132 padres, contando com 1852400 habitantes, com 73,1% da população jurisdicionada batizada.

## História
A diocese de Honduras foi erigida em 1527 pelo Papa Clemente VII sem ter uma sé fixa. Originalmente era sufragânea da arquidiocese de Sevilha e compreendia todo o território da atual Honduras.
Em 6 de setembro de 1531 foi estabelecida como sé episcopal a cidade de Trujillo e a diocese assume o nome de diocese de Trujillo.
Em 12 de fevereiro de 1546 a diocese torna-se sufragânea da arquidiocese de Santo Domingo.
Em 1561 a sé foi transferida para Comayagua, cidade fundada em 1540. A diocese assume então o novo nome de diocese de Comayagua.
Em 16 de dezembro de 1743 com a bula Ad supremum catholicae do Papa Bento XIV passou a fazer parte da província eclesiástica da arquidiocese de Santiago de Guatemala.
Em 2 de fevereiro de 1916 cedeu porções de seu território para a criação do vicariato apostólico de San Pedro Sula (hoje arquidiocese) e da diocese de Santa Rosa de Copán e foi elevada à categoria de arquidiocese metropolitana, assumindo seu nome atual. A sé foi transferida para Tegucigalpa.
Em 6 de março de 1949, em 13 de março de 1963, em 8 de setembro de 1964 e 19 de setembro de 2005 cedeu mais partes de território para a criação, respectivamente, da prelazia territorial da Imaculada Conceição da Virgem Maria de Olancho (hoje diocese de Juticalpa), a restauração da diocese de Comayagua, da prelazia territorial de Choluteca e da diocese de Yoro.
Em 26 de janeiro de 2023, com a elevação da diocese de San Pedro Sula ao posto de arquidiocese metropolitana, tendo como sufragâneas as dioceses de La Ceiba, Gracias, Santa Rosa de Copán, Trujillo e Yoro, cedeu essas partes de sua província eclesiástica.

## Prelados
| #                           | Nome                                                   | Período     | Notas                                |
| Arcebispos                  | Arcebispos                                             | Arcebispos  | Arcebispos                           |
| --------------------------- | ------------------------------------------------------ | ----------- | ------------------------------------ |
| 6º                          | José Vicente Nácher Tatay, C.M.                        | 2023-       | Atual                                |
| 5º                          | Oscar Andrés Cardeal Rodríguez Maradiaga, S.D.B.       | 1993-2023   | Arcebispo emérito                    |
| 4º                          | Héctor Enrique Santos Hernández, S.D.B.                | 1962 - 1993 |                                      |
| 3º                          | José de la Cruz Turcios y Barahona, S.D.B.             | 1947 - 1962 |                                      |
| 2º                          | Agustín Hombach, C.M.                                  | 1923 - 1933 |                                      |
| 1º                          | José María Martínez y Cabanas                          | 1916 - 1921 |                                      |
| Bispos                      |                                                        |             |                                      |
| 28º                         | José María Martínez y Cabanas                          | 1902 - 1916 | Elevado à Arcebispo                  |
| 27º                         | Manuel Francisco Vélez                                 | 1887 - 1901 |                                      |
| 26º                         | Juan Félix de Jesús Zepeda, O.F.M.                     | 1861 - 1885 |                                      |
| 25º                         | Hipólito Casiano Flóres                                | 1854-1857   |                                      |
| 24º                         | Francisco de Paula Campo y Pérez                       | 1844 - 1853 |                                      |
| 23º                         | Manuel Julián Rodríguez del Barranco                   | 1817 – 1819 |                                      |
| 22º                         | Vicente Navas, O.P.                                    | 1795 - 1809 |                                      |
| 21º                         | Fernando Cardiñanos, O.F.M.                            | 1788 - 1794 |                                      |
| 20º                         | José Antonio de Isabela                                | 1785 - 1785 |                                      |
| 19º                         | Francisco Antonio de San Miguel Iglesia Cajiga, O.S.H. | 1777 - 1783 | Nomeado Bispo de Michoacán           |
| 18º                         | Francisco José de Palencia                             | 1773 - 1775 |                                      |
| 17º                         | Antonio Macarulla Minguilla de Aguilain                | 1767 - 1772 | Nomeado Bispo de Durango             |
| 16º                         | Isidro Rodríguez Lorenzo, O.S.Bas.                     | 1764 - 1767 | Nomeado Arcebispo de Santo Domingo   |
| 15º                         | Diego Rodríguez de Rivas y Velasco                     | 1750 - 1762 | Nomeado Bispo de Guadalajara         |
| 14º                         | Francisco de Molina, O.S. Bas.                         | 1743 - 1749 |                                      |
| 13º                         | Antonio Guadalupe López Portillo, O.F.M.               | 1725 - 1742 |                                      |
| 12º                         | Juan Pérez Carpintero, O. Praem.                       | 1701 - 1724 |                                      |
| 11º                         | Pedro de los Reyes Ríos de la Madrid, O.S.B.           | 1699 - 1700 | Nomeado Bispo de Yucatán             |
| 10º                         | Alonso Vargas y Barca, O.S.A.                          | 1677 - 1697 |                                      |
| 9º                          | Martín de Espinosa y Monzon                            | 1672 - 1676 |                                      |
| 8º                          | Juan Merlo de la Fuente                                | 1650 - 1665 |                                      |
| 7º                          | Luis de Cañizares, O.F.M.                              | 1629 - 1645 |                                      |
| 6º                          | Alfonso del Galdo, O.P.                                | 1612 - 1629 |                                      |
| 5º                          | Gaspar de Andrada (Anorada), O.F.M.                    | 1587 - 1612 |                                      |
| 4º                          | Alfonso de la Cerda, O.P.                              | 1578 - 1587 | Nomeado Bispo de La Plata ou Charcas |
| 3º                          | Jerónimo de Covella (Corella), O.S.H.                  | 1556 - 1575 |                                      |
| 2º                          | Cristóbal de Pedraza                                   | 1539 - 1553 |                                      |
| 1º                          | Alfonso de Talavera, O.S.H.                            | 1531 - 1540 |                                      |
| Bispos-coadjutores          |                                                        |             |                                      |
|                             | Antonio del Carmen Monestel y Zamora                   | 1915 - 1921 | Nomeado Bispo de Alajuela            |
|                             | Luis de Cañizares , O.F.M.                             | 1628 - 1629 |                                      |
| Bispos-auxiliares           |                                                        |             |                                      |
|                             | Walter Guillén Soto, S.D.B.                            | 2020 - 2021 | Nomeado Bispo de Gracias             |
|                             | Teodoro Gómez Rivera                                   | 2020-2023   | Nomeado Bispo de Choluteca           |
|                             | Darwin Rudy Andino Ramírez, C.R.S                      | 2006 - 2011 | Nomeado Bispo de Santa Rosa de Copán |
|                             | Juan José Pineda Fasquelle, C.M.F.                     | 2005 - 2018 | Bispo auxiliar emérito               |
|                             | Roberto Camilleri Azzopardi , O.F.M.                   | 2001 - 2004 | Nomeado Bispo de Comayagua           |
|                             | Oscar Andrés Rodríguez Maradiaga, S.D.B.               | 1978-1993   | Elevado a Arcebispo                  |
|                             | Evelio Domínguez Recinos                               | 1957 - 1988 | Faleceu                              |
| Administradores Apostólicos |                                                        |             |                                      |
|                             | Ángel Maria Navarro                                    | 1943 - 1947 | Bispo de Santa Rosa de Copán         |
|                             | Emilio Morales Roque                                   | 1934 - 1943 |                                      |